# GTDMA48
La GTDMA48 è stata una District Management Area del Sudafrica. A partire dal 2011 è stata assorbita dalla provincia di Gauteng. Nel suo territorio sorge la Culla dell'umanità, sito paleoantropologico dichiarato Patrimonio dell'umanità dall'UNESCO nel 1999.
Il suo territorio ricadeva entro gli attuali confini della municipalità locale di Mogale City (West Rand) e si estendeva su una superficie di 243 km²; la sua popolazione, in base al censimento del 2001, era di 5.783 abitanti.

## Fiumi
- Rietspruit